# Sameer Gehlaut
Sameer Gehlaut, född 3 mars 1974, är en indisk entreprenör och affärsman. Han har sina affärsverksamheter inom konglomeratet Indiabulls som verkar inom bland annat fastigheter, finans och läkemedel. Den amerikanska ekonomitidskriften Forbes rankar Gehlaut som världens 848:e rikaste med en förmögenhet på $2,7 miljarder för den 23 oktober 2018.
Han avlade en kandidatexamen i maskinteknik vid Indian Institute of Technology Delhi.
Gehlaut har tidigare ägt superyachten Joy.